# 嚴起恒
嚴起恒（1603年—1651年），字震生，號秋冶（秋野、秋壑），直隸真定縣籍，浙江山陰縣人。明末政治人物。

## 生平
萬曆三十年十二月二十七日（1603年1月）生。天啓四年（1624年）甲子科顺天乡试舉人，崇祯四年（1631年）辛未科进士，六年除刑部河南司主事，八年广东恤刑，九年升贵州司员外，十三年官廣州府知府，在廣東任職。為政寛平不苛，愛民如子，百姓感之，遷任之日，鄉民千餘，擁繞不得行，衆復輿歸署。迁湖廣衡永兵备副使。
隆武帝時，任户部右侍郎，总督湖南钱法。永曆帝立，兼督湖南军饷。王驻武冈，任礼部尚书兼东阁大学士，仍领钱法。后从王至肇庆。时朝政决于李元胤，袁彭年、刘湘客、丁时魁、金堡、蒙正发五人附之，揽权结党，人称“五虎”。起恒居其间，无所匡正。桂林破，从王奔南宁。永曆帝時，擢拔為太仆卿，不久晉為户部侍郎，又升户部尚书，吏部尚书。永历四年（1650年）二月，孙可望在贵州自称秦王，严起恒與吴贞毓皆竭力反对，可望怀恨在心。是年十一月，孙可望派贺九仪带兵五千人，刺杀嚴起恒和杨鼎和、兵科给事中刘尧珍、吴霖、张载述等五人，投其尸于水，當天吴贞毓出差在外得免。

## 延伸阅读
[在维基数据编辑]
 《明史卷二百七十九》，出自《明史》

| 官衔                 | 官衔                          | 官衔          |
| -------------------- | ----------------------------- | ------------- |
| 前任： 余自怡        | 明朝廣州府知府 1640年－1642年 | 繼任： 宋應昇 |
| 前任： 何三省        | 南明戶部尚書 1647年           | 繼任： 童天閎 |
| 前任： 瞿式耜 （署） | 南明吏部尚書 1648年 （署）    | 繼任： 晏清   |